# Jordantal-Denkmal

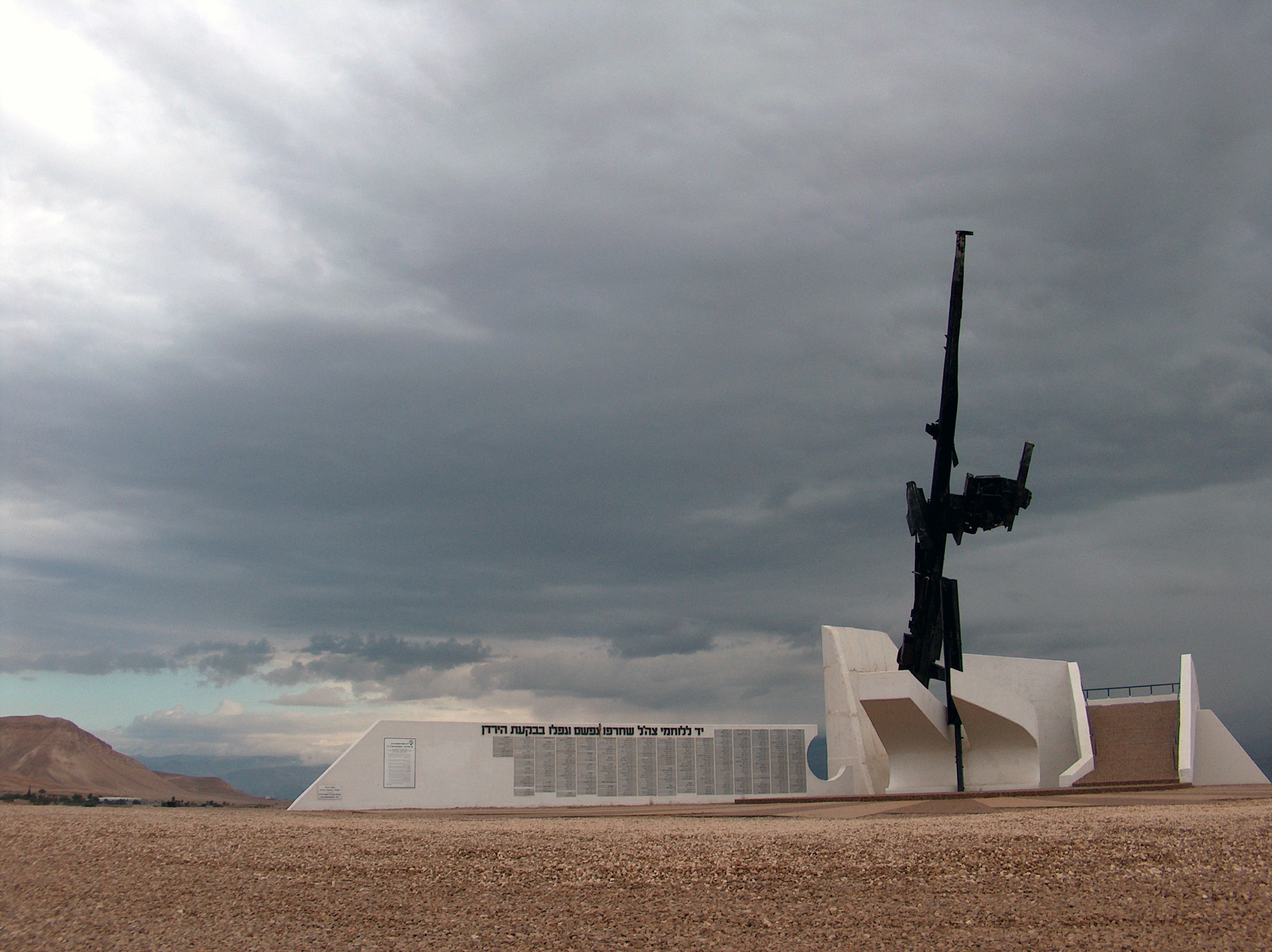
Jordantal-Denkmal (Andartat Habikaa)

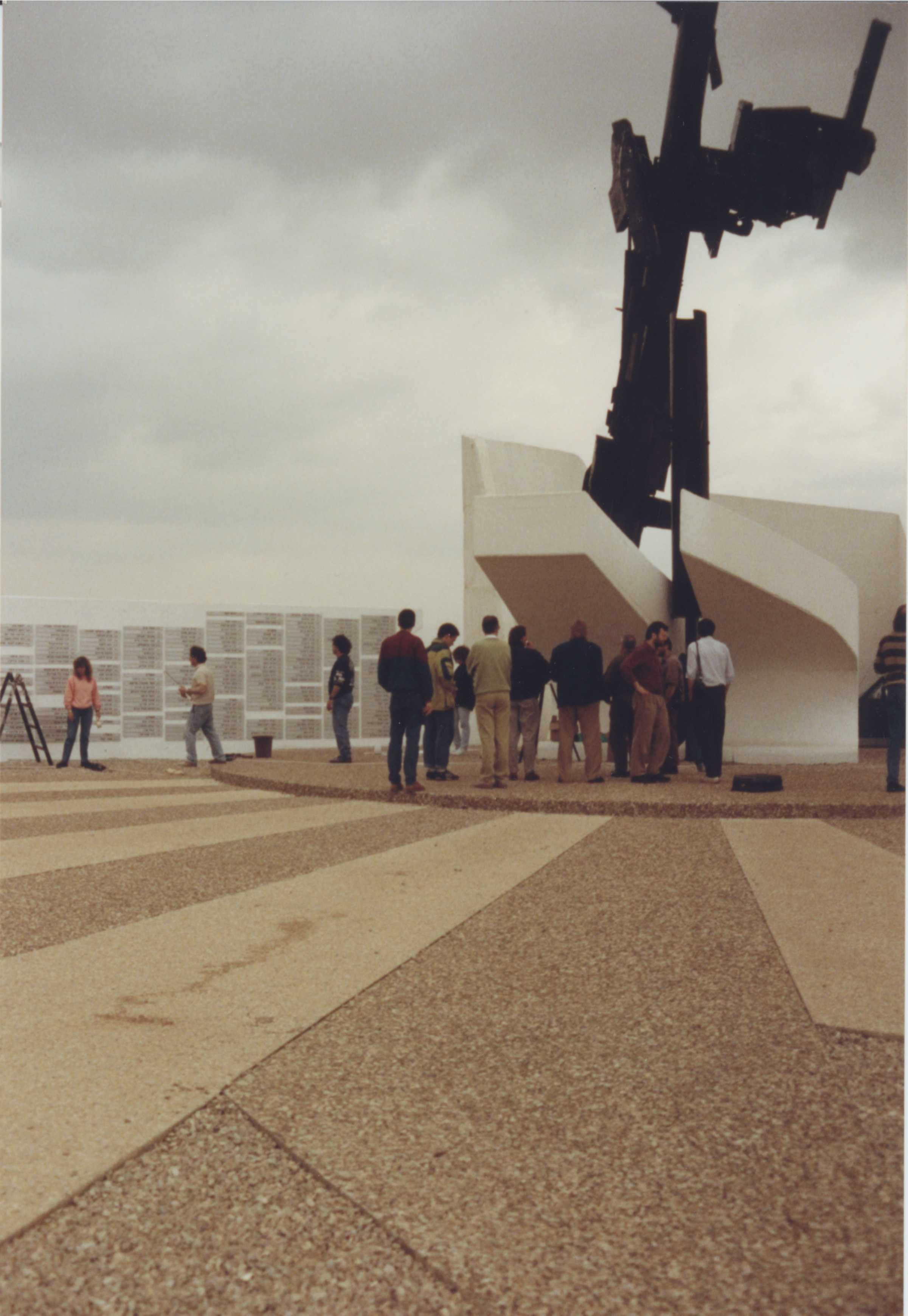
Jordantal-Denkmal (1992)

Das Jordantal-Denkmal (hebräisch אַנְדַּרְטַת הַבִּקְעָה Andarṭat haBiqʿah, deutsch ‚Gedenkstätte der Senke [des Jordans]‘, englisch Jordan Valley Monument) ist eine Gedenkstätte für israelische Soldaten, die in Ausübung ihres Dienstes zum Schutz der Grenze in der Jordansenke (hebräisch בִּקְעַת הַיַּרְדֵּן Biqʿat haJarden) gegen paramilitärische Angriffe aus Jordanien getötet wurden. Die Großplastik ist ein Werk des deutschstämmigen israelischen Künstlers Igael Tumarkin und wurde am 28. November 1972 eingeweiht. Die Gedenkstätte liegt auf einem Hügel am Westabhang der Jordansenke südlich des Dorfes (Moschav Schittufi) Yafit und ist von der Nationalstraße 90 durch eine eigene Zufahrtsstraße erreichbar.
Das 21 Meter hohe Denkmal stellt eine in den Himmel gerichtete stählerne Komposition aus Waffen- und Fahrzeugteilen dar, die einem Maschinengewehr ähnlich sehen und aus symbolisch anmutenden Betonfragmenten herausragt. An einer seitlichen geradlinig anschließenden Mauer befinden sich mehrere Schrifttafeln, die die Namen der seit 1967 getöteten israelischen Soldaten aufführen. Die Gedenkstätte wurde auf Anregung des damaligen Chef vom Israelischen Zentralkommando (Aluf) Aharon Seʾevi-Farqasch errichtet.
Die Anlage ist zugleich einer der wenigen befestigten Aussichtspunkte im mittleren Jordantal in der Nähe der Landstraße 90. Von hier sieht man auf jordanischer Seite das Moʾab-Gebirge sowie die nahe Ebene des Jordans mit Landwirtschaftsbetrieben.